# Pseudagrion hemicolon
Pseudagrion hemicolon is een juffer uit de familie van de waterjuffers (Coenagrionidae).
De wetenschappelijke naam van de soort werd in 1899 gepubliceerd door Ferdinand Anton Franz Karsch.